# José Cifuentes
José Adoni Cifuentes Charcopa (Esmeraldas, Ecuador, 12 de marzo de 1999) es un futbolista ecuatoriano. Juega como centrocampista y su equipo actual es el Rangers Football Club de la Scottish Premiership.

## Trayectoria
Cifuentes se inicia en Universidad Católica donde pasa por las inferiores y conoce al técnico Jorge Célico, además jugó 8 partidos con el equipo principal.
En 2017 llegó a préstamo al América de Quito donde ganó mucha experiencia y logró el ascenso con el equipo en el 2018, a pesar de eso no encontró espacio en Universidad Católica por lo que continuó en la escuadra cebollita.
Entre 2020 y mediados de 2023 jugó en Los Angeles Football Club, equipo de la Major League Soccer de Estados Unidos.
El 3 de agosto de 2023 se anunció su fichaje por el Rangers Football Club de la Primera División de Escocia, con un contrato por cuatro temporadas. En 2024 fue cedido por un año con opción a compra al Cruzeiro Esporte Clube de la Serie A de Brasil.

## Selección nacional

### Categorías inferiores
Formó parte de la selección ecuatoriana que se coronó campeona del Sudamericano sub-20 disputado en Chile.

#### Participaciones en Sudamericanos
| Campeonato                              | Sede     | Resultado    | Partidos | Goles |
| --------------------------------------- | -------- | ------------ | -------- | ----- |
| Sudamericano Sub-20 de 2019             | Chile    | Campeón      | 9        | 1     |
| Juegos Panamericanos Lima 2019          | Perú     | Primera fase | 4        | 0     |
| Preolímpico Sudamericano Sub-23 de 2020 | Colombia | Primera fase | 2        | 0     |

#### Participaciones en Copas del Mundo
| Campeonato                  | Sede    | Resultado    | Partidos | Goles |
| --------------------------- | ------- | ------------ | -------- | ----- |
| Copa Mundial Sub-20 de 2019 | Polonia | Tercer lugar | 7        | 1     |

### Selección absoluta
Fue convocado por parte del seleccionado ecuatoriano para los partidos amistosos contra Bolivia y Perú. El 14 de noviembre de 2022 fue incluido en la lista final para la Copa Mundial Catar 2022.
El 29 de mayo de 2024, fue incluido en la lista de 26 futbolistas convocados por Félix Sánchez Bas para su participación en la Copa América 2024.

#### Participaciones en Copas del Mundo
| Mundial              | Sede  | Resultado      | Partidos | Goles |
| -------------------- | ----- | -------------- | -------- | ----- |
| Copa Mundial de 2022 | Catar | Fase de grupos | 2        | 0     |

#### Participaciones en eliminatorias
| Eliminatorias      | Sede            | Resultado   | Partidos | Goles |
| ------------------ | --------------- | ----------- | -------- | ----- |
| Eliminatorias 2022 | América del Sur | Clasificado | 2        | 0     |
| Eliminatorias 2026 | América del Sur | Clasificado | 3        | 0     |

#### Participaciones en Copa América
| Copa              | Sede           | Resultado        | Partidos | Goles |
| ----------------- | -------------- | ---------------- | -------- | ----- |
| Copa América 2024 | Estados Unidos | Cuartos de final | 0        | 0     |

### Partidos internacionales
Actualizado al último partido jugado el 12 de junio de 2024.
| \| N.° \| Fecha \| Ciudad \| Rival \| Resultado \| Resultado \| Competencia \| \| --- \| ------------------------ \| ------------ \| -------------- \| --------- \| --------- \| ----------------------------------- \| \| 1. \| 5 de septiembre de 2019 \| Harrison \| Perú \| 1-0 \| Victoria \| Amistoso \| \| 2. \| 10 de septiembre de 2019 \| Cuenca \| Bolivia \| 3-0 \| Victoria \| Amistoso \| \| 3. \| 13 de octubre de 2019 \| Elche \| Argentina \| 1-6 \| Derrota \| Amistoso \| \| 4. \| 2 de septiembre de 2021 \| Quito \| Paraguay \| 2-0 \| Victoria \| Eliminatorias al Mundial Catar 2022 \| \| 5. \| 5 de septiembre de 2021 \| Quito \| Chile \| 0-0 \| Empate \| Eliminatorias al Mundial Catar 2022 \| \| 6. \| 4 de diciembre de 2021 \| Houston \| El Salvador \| 1-1 \| Empate \| Amistoso \| \| 7. \| 2 de junio de 2022 \| Harrison \| Nigeria \| 1-0 \| Victoria \| Amistoso \| \| 8. \| 5 de junio de 2022 \| Chicago \| México \| 0-0 \| Empate \| Amistoso \| \| 9. \| 23 de septiembre de 2022 \| Murcia \| Arabia Saudita \| 0-0 \| Empate \| Amistoso \| \| 10. \| 27 de septiembre de 2022 \| Düsseldorf \| Japón \| 0-0 \| Empate \| Amistoso \| \| 11. \| 12 de noviembre de 2022 \| Madrid \| Irak \| 0-0 \| Empate \| Amistoso \| \| 12. \| 20 de noviembre de 2022 \| Jor \| Catar \| 2-0 \| Victoria \| Mundial Catar 2022 \| \| 13. \| 29 de noviembre de 2022 \| Rayán \| Senegal \| 1-2 \| Derrota \| Mundial Catar 2022 \| \| 14. \| 24 de marzo de 2023 \| Sídney \| Australia \| 1-3 \| Derrota \| Amistoso \| \| 15. \| 28 de marzo de 2023 \| Melbourne \| Australia \| 2-1 \| Victoria \| Amistoso \| \| 16. \| 20 de junio de 2023 \| Chester \| Costa Rica \| 3-1 \| Victoria \| Amistoso \| \| 17. \| 7 de septiembre de 2023 \| Buenos Aires \| Argentina \| 0-1 \| Derrota \| Eliminatorias al Mundial 2026 \| \| 18. \| 12 de octubre de 2023 \| La Paz \| Bolivia \| 2-1 \| Victoria \| Eliminatorias al Mundial 2026 \| \| 19. \| 16 de noviembre de 2023 \| Maturín \| Venezuela \| 0-0 \| Empate \| Eliminatorias al Mundial 2026 \| \| 20. \| 21 de marzo de 2024 \| Harrison \| Guatemala \| 2-0 \| Victoria \| Amistoso \| \| 21. \| 12 de junio de 2024 \| Chester \| Bolivia \| 3-1 \| Victoria \| Amistoso \| |                          |              |                |           |           |                                     |
| N.° | Fecha                    | Ciudad       | Rival          | Resultado | Resultado | Competencia                         |
| 1. | 5 de septiembre de 2019  | Harrison     | Perú           | 1-0       | Victoria  | Amistoso                            |
| 2. | 10 de septiembre de 2019 | Cuenca       | Bolivia        | 3-0       | Victoria  | Amistoso                            |
| 3. | 13 de octubre de 2019    | Elche        | Argentina      | 1-6       | Derrota   | Amistoso                            |
| 4. | 2 de septiembre de 2021  | Quito        | Paraguay       | 2-0       | Victoria  | Eliminatorias al Mundial Catar 2022 |
| 5. | 5 de septiembre de 2021  | Quito        | Chile          | 0-0       | Empate    | Eliminatorias al Mundial Catar 2022 |
| 6. | 4 de diciembre de 2021   | Houston      | El Salvador    | 1-1       | Empate    | Amistoso                            |
| 7. | 2 de junio de 2022       | Harrison     | Nigeria        | 1-0       | Victoria  | Amistoso                            |
| 8. | 5 de junio de 2022       | Chicago      | México         | 0-0       | Empate    | Amistoso                            |
| 9. | 23 de septiembre de 2022 | Murcia       | Arabia Saudita | 0-0       | Empate    | Amistoso                            |
| 10. | 27 de septiembre de 2022 | Düsseldorf   | Japón          | 0-0       | Empate    | Amistoso                            |
| 11. | 12 de noviembre de 2022  | Madrid       | Irak           | 0-0       | Empate    | Amistoso                            |
| 12. | 20 de noviembre de 2022  | Jor          | Catar          | 2-0       | Victoria  | Mundial Catar 2022                  |
| 13. | 29 de noviembre de 2022  | Rayán        | Senegal        | 1-2       | Derrota   | Mundial Catar 2022                  |
| 14. | 24 de marzo de 2023      | Sídney       | Australia      | 1-3       | Derrota   | Amistoso                            |
| 15. | 28 de marzo de 2023      | Melbourne    | Australia      | 2-1       | Victoria  | Amistoso                            |
| 16. | 20 de junio de 2023      | Chester      | Costa Rica     | 3-1       | Victoria  | Amistoso                            |
| 17. | 7 de septiembre de 2023  | Buenos Aires | Argentina      | 0-1       | Derrota   | Eliminatorias al Mundial 2026       |
| 18. | 12 de octubre de 2023    | La Paz       | Bolivia        | 2-1       | Victoria  | Eliminatorias al Mundial 2026       |
| 19. | 16 de noviembre de 2023  | Maturín      | Venezuela      | 0-0       | Empate    | Eliminatorias al Mundial 2026       |
| 20. | 21 de marzo de 2024      | Harrison     | Guatemala      | 2-0       | Victoria  | Amistoso                            |
| 21. | 12 de junio de 2024      | Chester      | Bolivia        | 3-1       | Victoria  | Amistoso                            |

## Estadísticas

### Clubes
Actualizado al último partido jugado el 10 de mayo de 2025.
| Club                             | Div.          | Temporada     | Liga  | Liga  | Copas nacionales | Copas nacionales | Copas internacionales | Copas internacionales | Otros | Otros | Total | Total |
| Club                             | Div.          | Temporada     | Part. | Goles | Part.            | Goles            | Part.                 | Goles                 | Part. | Goles | Part. | Goles |
| -------------------------------- | ------------- | ------------- | ----- | ----- | ---------------- | ---------------- | --------------------- | --------------------- | ----- | ----- | ----- | ----- |
| Universidad Católica · Ecuador   | 1.ª           | 2014          | 0     | 0     | Inexistentes     | Inexistentes     | Inexistentes          | Inexistentes          | —     | —     | 0     | 0     |
| Universidad Católica · Ecuador   | 1.ª           | 2015          | 0     | 0     | Inexistentes     | Inexistentes     | Inexistentes          | Inexistentes          | —     | —     | 0     | 0     |
| Universidad Católica · Ecuador   | 1.ª           | 2016          | 4     | 0     | Inexistentes     | Inexistentes     | 0                     | 0                     | —     | —     | 4     | 0     |
| Universidad Católica · Ecuador   | 1.ª           | 2017          | 3     | 0     | Inexistentes     | Inexistentes     | 0                     | 0                     | —     | —     | 3     | 0     |
| Universidad Católica · Ecuador   | Total club    | Total club    | 7     | 0     | 0                | 0                | 0                     | 0                     | 0     | 0     | 7     | 0     |
| América de Quito · Ecuador       | 2.ª           | 2017          | 22    | 2     | Inexistentes     | Inexistentes     | Inexistentes          | Inexistentes          | —     | —     | 22    | 2     |
| América de Quito · Ecuador       | 2.ª           | 2018          | 29    | 5     | Inexistentes     | Inexistentes     | Inexistentes          | Inexistentes          | —     | —     | 29    | 5     |
| América de Quito · Ecuador       | 1.ª           | 2019          | 17    | 0     | 2                | 1                | Inexistentes          | Inexistentes          | —     | —     | 19    | 1     |
| América de Quito · Ecuador       | Total club    | Total club    | 68    | 7     | 2                | 1                | 0                     | 0                     | 0     | 0     | 70    | 8     |
| Los Angeles F. C. Estados Unidos | 1.ª           | 2020          | 20    | 1     | Inexistentes     | Inexistentes     | 3                     | 0                     | —     | —     | 23    | 1     |
| Los Angeles F. C. Estados Unidos | 1.ª           | 2021          | 32    | 5     | Inexistentes     | Inexistentes     | Inexistentes          | Inexistentes          | —     | —     | 32    | 5     |
| Los Angeles F. C. Estados Unidos | 1.ª           | 2022          | 36    | 7     | 3                | 0                | —                     | —                     | —     | —     | 39    | 7     |
| Los Angeles F. C. Estados Unidos | 1.ª           | 2023          | 19    | 1     | 0                | 0                | 7                     | 1                     | —     | —     | 26    | 2     |
| Los Angeles F. C. Estados Unidos | Total club    | Total club    | 107   | 14    | 3                | 0                | 10                    | 1                     | 0     | 0     | 120   | 15    |
| Rangers F. C. Escocia            | 1.ª           | 2023-24       | 9     | 0     | 2                | 0                | 9                     | 0                     | —     | —     | 20    | 0     |
| Rangers F. C. Escocia            | Total club    | Total club    | 9     | 0     | 2                | 0                | 9                     | 0                     | 0     | 0     | 20    | 0     |
| Cruzeiro E. C. · Brasil          | 1.ª           | 2024          | 3     | 0     | 0                | 0                | 3                     | 0                     | 6     | 0     | 12    | 0     |
| Cruzeiro E. C. · Brasil          | Total club    | Total club    | 3     | 0     | 0                | 0                | 3                     | 0                     | 6     | 0     | 12    | 0     |
| Aris Salónica F. C. · Grecia     | 1.ª           | 2024-25       | 29    | 1     | 2                | 0                | 0                     | 0                     | —     | —     | 31    | 1     |
| Aris Salónica F. C. · Grecia     | Total club    | Total club    | 29    | 1     | 2                | 0                | 0                     | 0                     | 0     | 0     | 31    | 1     |
| Total carrera                    | Total carrera | Total carrera | 223   | 22    | 9                | 1                | 22                    | 1                     | 6     | 0     | 260   | 24    |
| 1. 2. 3.                         |               |               |       |       |                  |                  |                       |                       |       |       |       |       |

## Palmarés

### Campeonatos nacionales
| Título                     | Equipo            | Año  |
| -------------------------- | ----------------- | ---- |
| MLS Supporters' Shield     | Los Angeles F. C. | 2022 |
| MLS Conferencia Oeste      | Los Angeles F. C. | 2022 |
| MLS Cup                    | Los Angeles F. C. | 2022 |
| Copa de la Liga de Escocia | Rangers F. C.     | 2023 |

### Campeonatos internacionales
| Título                         | Equipo         | Año  |
| ------------------------------ | -------------- | ---- |
| Campeonato Sudamericano Sub-20 | Ecuador sub-20 | 2019 |